# Szaban Kandi
Szaban Kandi (perski: شعبان كندي) – wieś w Iranie, w ostanie Azerbejdżan Zachodni. W 2006 roku miejscowość liczyła 57 mieszkańców w 15 rodzinach.